# Berkanowo
Berkanowo [bɛrkaˈnɔvɔ] là một ngôi làng thuộc khu hành chính của Gmina widwin, thuộc quận Świdwin, West Pomeranian Voivodeship, ở phía tây bắc Ba Lan. Nó nằm khoảng 14 kilômét (9 mi) về phía tây của Świdwin và 79 km (49 mi) về phía đông bắc của thủ đô khu vực Szczecin.